# Hemeroteca
Hemeroteca ou arquivo de periódicos são coleções ou conjuntos organizados de periódicos (jornais, revistas ou obras em série). É entendido como uma seção de bibliotecas, arquivos ou centros de documentação reservada à guarda, custódia e conservação de materiais deste gênero.
Pode existir na modalidade de arquivo de recortes de jornal, onde há uma seleção de textos jornalísticos sobre determinado evento, tema específico ou pessoa.

## Etimologia
O termo tem origem do grego antigo ἡμἐρα (heméra), que significa "dia" e θήκη (teca), que significa "coleção".

## Função social e institucional das hemerotecas
Hemerotecas são utilizadas para o estudo das publicações de imprensa e da história da imprensa. Também são amplamente utilizadas nos estudos históricos, sendo fonte privilegiada para estudo sobre movimentos operários, imigração e urbanização. Elas são um setor dentro das bibliotecas, onde se encontram coleções de periódicos, jornais, revistas e outras obras editadas em série.
Por serem espaço de guarda de documentos de relevância social e institucional, hemerotecas são também entendidas como espaços de memória, preservação e acesso ao conhecimento.
Devido ao aumento do volume e do valor da informação das últimas décadas, surgiu a necessidade de se desenvolver uma nova área do conhecimento, dentro da Ciência da Informação.
Os acervos das hemerotecas atendem a objetivos específicos de acesso rápido à informação produzida. As hemerotecas, por meio do seu acervo, oferecem informação confiável, atual e acessível e pode ser flexível às demandas dos usuários.

## Hemerotecas brasileiras
| Nome da Hemeroteca                                                         | Instituição custodiadora                       | Localização                                                | Acervo                                                                                                | Abrangência dos periódicos | Coleções e temas dos periódicos |
| -------------------------------------------------------------------------- | ---------------------------------------------- | ---------------------------------------------------------- | --- | -------------------------- | --- |
| Hemeroteca da Biblioteca Mário de Andrade                                  | Biblioteca Mário de Andrade                    | Rua Dr. Bráulio Gomes, 125/139 – Centro, São Paulo – SP    | cerca de 12 mil títulos                                                                               | Século XIX–atual           | - Coleção retrospectiva geral - Coleção de Multimeios - Coleção ONU - Arquivo Histórico |
| Hemeroteca do Centro de Documentação Histórica da Unitau                   | Universidade de Taubaté                        | Rua XV de Novembro, 996 – Praça Dr. Monteiro, Taubaté – SP | 139 títulos (dentre os quais, 47 títulos da imprensa taubateana)                                      | Diferentes épocas          | - Imprensa nacional - Imprensa regional (Vale do Paraíba) - Imprensa local (Taubaté) |
| Acervo Folha                                                               | Grupo Folha                                    | Acervo Folha (acervo digitalizado)                         | 4 títulos do Grupo Folha                                                                              | 1921–atual                 | - Folha da Noite (1921–1960) - Folha da Manhã (1925–1960) - Folha da Tarde (1949–1959) - Folha de S. Paulo (1960–atual)                                                                             |
| Seção de Biblioteca e Hemeroteca do Arquivo Público do Estado de São Paulo | Arquivo Público do Estado de São Paulo (APESP) | Rua Voluntários da Pátria, 596, Santana, São Paulo – SP    | 235 mil exemplares de jornais 30 mil exemplares de revistas 16 mil exemplares de publicações seriadas | 1829–atual                 | - Publicações da Imprensa Oficial - Coleção dos principais jornais e revistas nacionais - Custódia da hemeroteca do Instituto Histórico e Geográfico de São Paulo (inclui Imprensa Negra no Brasil) |
| Hemeroteca Digital Brasileira                                              | Biblioteca Nacional                            | Hemeroteca Digital Brasileira (acervo digitalizado)        | 652 publicações                                                                                       | 1808–século XX             | Coleções de destaque: - Periódicos do século XIX - Periódicos esportivos - Teatrais |